# Werner Schmah
Werner Schmah (né en 1926 à Berlin, mort en 1997 dans la même ville) est un chanteur allemand.

## Biographie
Werner Schmah apprend une profession commerciale, mais est enrôlé en 1943 dans la Wehrmacht. Pendant la Seconde Guerre mondiale, il perd les deux mains et une partie de sa vue. Il ne peut donc pas reprendre son ancien métier. De 1945 à 1948, il reçoit une formation de chant. À partir de mai 1947, il collabore avec divers orchestres pour le RIAS à Berlin-Ouest, pour Radio Berlin à Berlin-Est et plus tard pour la NWDR.
Schmah enregistre une série de chansons schlager à la fin des années 1940 et au début des années 1950. Notamment Schau mich bitte nicht so an est la première reprise en allemand de La Vie en rose enregistrée en 1949 avec l'orchestre Walter Dobschinski, avec laquelle il enregistre également Wenn die Glocken hell erklingen. En outre, pendant cette période, des enregistrements sont réalisés avec les orchestres Lubo D'Orio (Maria aus Bahia, Electrola #7373), Kurt Drabek (Möwe, du fliegst in die Heimat, Imperial 17-482), Willi Stanke (Mit der Zeit lernst auch du es!, Columbia 4961; Du hast ja Tränen in den Occhi, Amiga 50-486), Heinz Becker (Rote Rosen, rote Lippen, roter Wein/Heideglöcklei, Amiga 50-285), Paul Woitschach (Wenn der weiße Fliedder wieder blüht, Amiga 50-380) et Horst Ernst (Mehr und mehr, Amiga 50-456A).
Schmah est actif en tant que chanteur jusqu'aux années 1970 et continue à enregistrer du schlager comme Ein Handvoll Reis (1966). En 1973 paraît le LP Heino Hits mit Werner Schmah suivi de Die kleine Kneipe – Ein Prosit der Gemütlichkeit mit Werner Schmah und seinen fröhlichen Zechern (Maritim, 1976).